# كيفن دوكري
كيفن دوكري (بالإنجليزية: Kevin Dockery)‏ هو لاعب كرة قدم أمريكية أمريكي، ولد في 8 يناير 1984.

## وصلات خارجية
- كيفن دوكري على موقع مرجع كرة القدم المحترفة.كوم (الإنجليزية)